# Condado de Saratoga
O Condado de Saratoga é um dos 62 condados do Estado americano de Nova Iorque. A sede do condado é Ballston Spa, e sua maior cidade é Saratoga Springs. O condado possui uma área de 2 185 km²(dos quais 83 km² estão cobertos por água), uma população de 200 635 habitantes, e uma densidade populacional de 95 hab/km² (segundo o censo nacional de 2000). O condado foi fundado em 1791.